# Abdelwadides
Cet article concerne la dynastie. Pour le royaume de Tlemcen (sultanat), voir Sultanat zianide.
Les Abdelwadides ou Banou Abd al-Wad (en arabe : بنو عبد الواد) sont une branche de la tribu berbère des Zénètes, qui fonde un royaume au Maghreb central, dont la capitale est Tlemcen, entre les XIIIe et XVIe siècles. Par la suite, cette dynastie sera également connue sous le nom de Zayyanides , en référence à son fondateur Yaghmurasen Ibn Zayan.

## Origine
Les Banou Zayyan sont une tribu berbère zénète,,, originaire des Aurès,,,,. Selon la généologie établie par Ibn khaldoun, les Banou abd al-Wād font partie de la tribu des Banû Wassin. Leur généalogie n'est pas avare de détails sur les lignées qui ont conduit à leurs dominations territoriale, depuis le temps des Banû Wasîn, une petite tribu de la Qastiliya. Au moment de la conquête musulmane du Maghreb, les territoires des Banou abd al-Wad, étaient situés au sud-est du Maghreb central.
Ces nomades des régions sahariennes occupent un vaste territoire pouvant atteindre les montagnes de l'Aurès. L'arrivée des Hilaliens au Maghreb les a probablement contraint à abandonner ces régions et à aller s'installer dans la région de Tlemcen. 
Selon une autre hypothèse, les Zianides seraient les descendants d'el Qâsim (descendants des Idriss), mais cette hypothèse n'est pas attestée par Yaghmoracen Ibn Ziane, le fondateur de la dynastie, car, ayant entendu des généalogistes qui voulaient le faire descendre de Mahomet, pratique courante chez les dynasties islamiques d'Afrique du nord, il s'exprima en langue berbère locale (zénète) et dit à peu près ceci : « Nous avons obtenu les biens de ce monde et le pouvoir par nos épées et non par cette ascendance. Quant à son utilité dans l'autre monde, elle dépend de Dieu seul ». Yaghmoracen est un personnage complexe : homme de guerre, administrateur, ami des arts et fervent croyant. C'est un souverain berbère dont le règne de 44 ans lui a permis de donner une assise à un royaume berbère qui ne disparut qu'a l'arrivée des Turcs en Algérie.
Dans sa classification des différentes tribus Zénètes de par leur nombre et leur puissance militaire au sein de l'empire almohade, Ibn Khaldoun place les Mérinides (Banû Marîn) en premier, les Zayyânides (Banû Zayyân) en deuxième, et en troisième place, les Banu Tujin.

## Histoire
Les Abdelwadides nomadisaient dans les régions sahariennes jusqu’à ce que les Almohades leur proposent de s’installer sur les territoires qu’ils fréquentaient lors de leurs pâturages d'été, dans le Tell tlemcénien. Alliés des Almohades, ils se sont vu confier la défense du territoire de Tlemcen et ont profité des premières difficultés de ces derniers pour affirmer leur indépendance. 
Les Abdelwadides se sédentarisent alors et dominent un espace qui, selon Ibn Khaldoun, s’étendait initialement de la vallée du Zā jusqu’à al-Batha. Tlemcen, était la principale ville de leur base territoriale. Tous les territoires situés au-delà de cette zone, étaient sous la domination d’autres tribus, en particulier des Tūǧīn et des Maghraouas, et c'est d’abord contre eux que les premiers souverains ont combattu lorsqu’ils décident d’étendre leur territoire.
En 1235, suivant un mode d’organisation tribale, le chef des Zianides a hérité des commandes de toutes les branches de la tribu des Abdelwadides. La dignité dont hérite le nouveau chef est également confirmée par un diplôme du calife almohade ar-Rachid. Lors de l'effondrement du empire almohade vers 1236, le royaume de Tlemcen devint indépendant, sous la domination des Zianides et du roi Yaghmoracen Ibn Ziane,. Ibn Ziane parvint à garder le contrôle sur les groupes berbères rivaux, et, face à la menace extérieure des Mérinides, il forma une alliance avec le sultan de Grenade et le roi de Castille, Alphonse X.
Après la mort d'ibn Ziane, le sultan Mérinide a assiégé Tlemcen pendant huit ans et l'a finalement capturé en 1337-1348, avec Abu al-Hasan ben Uthman comme nouveau dirigeant. Après une période d'autonomie, il fut de nouveau gouverné par la dynastie mérinide de 1352 à 1359 sous Abu Inan Faris,. Dans les deux cas, les Mérinides ont constaté qu'ils étaient incapables de tenir la région face à la dynastie et à la résistance locale. 
Au xve siècle, une expansion vers l'est fut tentée, mais s'avéra désastreuse, car les conséquences de ces incursions furent si faibles au cours des deux siècles suivants. Lorsque les Espagnols prirent la ville d'Oran au royaume en 1509, une pression continue des Berbères incita les Espagnols à tenter une contre-attaque contre la ville de Tlemcen (1543) qui fut considérée par la papauté comme une croisade. Les Espagnols n'ont pas réussi à prendre la ville lors de la première attaque.
En 1554, le royaume de Tlemcen devint un vassal de l'Empire ottoman qui, deux ans plus tard, destitua la dynastie Zianide et intègrera le territoire à la régence d'Alger, état suzerain de la Sublime Porte, sous l'égide de Khayr ad-Din Barberousse, avec l'accord de la cour royale et en réponse la menace grandissante de l'Empire Espagnol.

## Liste des dirigeants
- Yaghmoracen Ibn Ziane (1236-1283) ou Abu Yahya Ibn Ziane (1236-1283)
- Abou Saïd Uthman I (1283-1304) (fils du précèdent) ou Othmane Ibn Yaghmoracen (1283-1304)
- Abu Ziane I (1304-1308) (fils du précèdent)
- Abou Hammou Moussa I (1308-1318) (frère du précédent)
- Abû Tâshfîn I (1318-1337) (fils du précédent)

Première conquête Mérinide (1337-1348) (le dirigeant Mérinide était Abu al-Hasan Ali)
- Abou Saïd Uthman II (1348-1352) (Descendant du prince zianide Abou Ibrahim Ibn Yaghmoracen et qui est le frère d'Abou Said Othman 1er)
- Abou Thabet I (associé) (1348-1352) (frère d'Abu Said Uthman II)

Deuxième conquête Mérinide (1352-1359) (le dirigeant Mérinide était Abu Inan)
- Abou Hammou Moussa II, dirigeant en 1359-1360, 1360-1370, 1372-1383, 1384-1387, 1387-1389 (Fils D'Abou Yaacoub, ce dernier étant le frère d'Abou Said Othman 2 et d'Abou Thabet 1). Expédition vers Bougie défaite, 1366
- Abu Zayyan Muhammad II ibn Uthman, dirigeant en 1360, 1370-1372, 1383-1384 et 1387 pendant les périodes où Abu Hammu II a été mis de force au pouvoir.
- Abû Tâshfîn II (1389-1393) (fils de Abu Hammu II)
- Abu Thabit II (1393) (fils de Abu Tashufin I)
- Abou El Hadjajdj I (1393-1394) (frère du précèdent)
- Abu Zayyan II (1394-1399) (frère du précédent)
- Abu Muḥammad I (1399-1401) (frère du précédent)
- Abu Abdallah I (1401-1411) (frère du précédent)
- Abd El Rahman I bin Abu Muh (1411) (fils de Abu Muh I)
- Said I bin Abu Tashufin (1411) (frère de Abu Muh I)
- Abu Malek I (1411-1423) (frère de Said I)
- Abu Abdallah II (1423-1427) (fils de Abd er Rahman I)

Guerre civile (1427-1429)
- Abu Abdallah II (deuxième fois) (1429-1430)
- Abu Abbas Ahmad I (1430-1461) (fils de Abu Thabit II)
- Abū ʿAbd Allāh III (1461-1468) (fils du précédent)
- Abu Tashufin III (1468) (fils du précédent)
- Abu Abdallah IV (1468-1504) (frère du précédent)
- Abu Abdallah V (1504-1517) (fils du précédent)
- Abu Hammu III (1517-1527) (fils de Abu Abbas Ahmad)

Abu Zayyan III (1517-1518) (neveu de Abu Hammu III)
- Abu Muḥammad II (1527-1540) (frère du précédent)
- Abu Abdallah VI (1540) (fils du précédent)
- Abu Zayyan IV (1540-1543) (frère du précédent)

- Abu Zayyan IV (deuxième fois) (1544-1550)
- Al Hassan ben Abu Muhammad II (1550-1556) (fils de Abou Mohamed II)